# 521 TCN
521 TCN là một năm trong lịch La Mã.